# Adamowo (sielsowiet Konwaliszki)
Adamowo – dawna kolonia. Tereny, na których była położona, leżą obecnie na Białorusi, w obwodzie grodzieńskim, w rejonie werenowskim, w sielsowiecie Konwaliszki.

## Historia
W czasach zaborów w powiecie oszmiańskim, w guberni wileńskiej Imperium Rosyjskiego
W latach 1921–1945 kolonie Adamowo I i Adamowo II leżały w Polsce, w województwie wileńskim, w powiecie oszmiańskim, w gminie Dziewieniszki.
W 1931 w 2 domach zamieszkiwało 17 osób.
Wierni należeli do parafii rzymskokatolickiej w Konwaliszkach. Miejscowość podlegała pod Sąd Grodzki w Holszanach i Okręgowy w Wilnie; właściwy urząd pocztowy mieścił się w Konwaliszkach.